# Livenza
Livenza (furlansky Livence, benátsky Łivensa) je řeka v severovýchodní Itálii (Furlansko-Julské Benátsko a Benátsko). Je dlouhá 112 km, její povodí má rozlohu 2 221 km² a průměrný průtok činí 85 m³/s.

## Průběh toku
Řeka pramení v krasové oblasti Cansiglio na území obce Polcenigo. Směřuje k jihovýchodu, protéká městy Caneva, Sacile, Brugnera, Motta di Livenza a San Stino di Livenza a vlévá se do Jaderského moře nedaleko Caorle. Nejvýznamnějšími přítoky jsou Meschio a Meduna. Stav vody je závislý na výši srážek v Karnských Alpách a řeka se často rozvodňuje. K regulaci roku byla vybudována přehrada Ravedis.

## Fauna
V řece žije lín obecný, ouklej ztepilá, lipan podhorní, kapr obecný a úhoř říční.

## Historie
Povodí Livenzy bylo osídleno již v neolitu; kolová osada Palù di Livenza patří mezi lokality světového dědictví. O řece se zmiňuje již Plinius starší pod názvem Liquentia (pravděpodobně pocházejícím ze slova livens, namodralý, popř. liquens, tekoucí). Byla významnou dopravní tepnou a ve středověku tvořila hranici Benátské republiky. V dubnu 1809 se zde odehrála bitva u Sacile, která byla součástí napoleonských válek.